# Vladimir Antonov-Ovsejenko

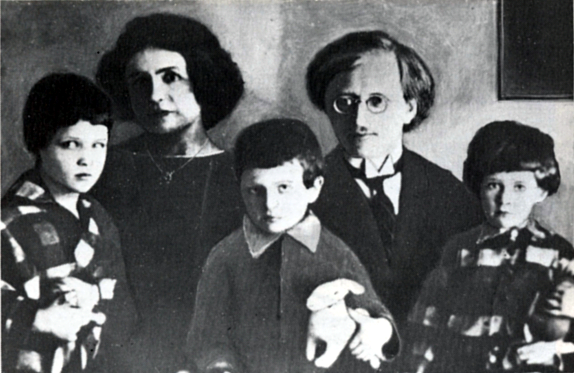
Antonov-Ovsejenko s rodinou v Praze

Vladimir Alexandrovič Antonov-Ovsejenko (rusky Владимир Александрович Антонов-Овсеенко, ukrajinsky Володимир Антонов-Овсєєнко; 9. březnajul./ 21. března 1883greg., Černigov – 10. února 1938, věznice Butyrka, Moskva) byl prominentní sovětský bolševický vůdce a diplomat, popravený za Velké čistky. Jeho synem byl ruský historik a publicista Anton Antonov-Ovsejenko.

## Životopis
Vladimir Alexandrovič Antonov Ovsejenko se narodil 9. (21.) března 1883, v Černigově v ukrajinské rodině jako syn carského důstojníka.
V roce 1903 vstoupil do Ruské sociálně demokratické dělnické strany, do menševické frakce. Během revoluce roku 1905 vedl povstání v Novo-Alexandrii v Polsku a Sevastopolu na Krymu. Následně byl zatčen a odsouzen k trestu smrti, rozsudek mu byl nakonec změněn na dvacet let exilu na Sibiři. Brzy však unikl a roku 1910 emigroval do Paříže.
Brzy po vypuknutí první světové války Antonov-Ovsejenko proti tomuto konfliktu protestoval. Roku 1917 se připojil k bolševikům, s falešným pasem se v roce 1917 vrátil do Ruska a převzal významnou úlohu v říjnové revoluci, kdy zahájil výstřelem z křižníku Aurora útok na Zimní palác a nechal zatknout členy prozatímní vlády.
Po revoluci byl zvolen do Vojenského výboru a brzy poté působil v rudé armádě. V prosinci roku 1917 se stal vůdcem Rudé armády na Ukrajině, kde bojoval proti povstání carského generála Kaledina, a v jižním Rusku. Rudá armáda následovně pod jeho velením vstoupila do Charkova. V březnu 1918 vydal „dekret vděčnosti za Bachmač“, oceňující boj Masarykových československých legionářů při jejich odchodu z Ukrajiny. V letech 1918–1919 dohlížel na porážku ukrajinských nacionalistů, bělogvardějců a utváření ukrajinské SSR.
Do konce ruské občanské války byl starostou Tambova, kde roku 1921 spolu s Michailem Tuchačevským brutálně potlačil povstání proti bolševické vládě. V roce 1920 byl blízkým spojencem Lva Trockého v sovětské vládě, což se mu později stalo osudným.
V letech 1922–1924 byl náčelníkem politické správy revoluční vojenské rady. V letech 1924–1928 byl vedoucím zastupitelství SSSR v Československu, v letech 1928–1930 v Litvě a v roce 1930 v Polsku. V letech 1930–1937 pracoval na různých pozicích týkajících se jurisprudence včetně státního zástupce RSFSR (1934) a lidového komisaře spravedlnosti RSFSR (srpen–říjen 1937). Během španělské občanské války byl Antonov-Ovsejenko sovětským generálním konzulem v Barceloně (1936–1937), kde podporoval španělskou republikánskou vládu a komunistické složky zásoboval zbraněmi.
V srpnu 1937 byl Antonov-Ovsejenko povolán do Moskvy, kde Stalinovi referoval o událostech ve Španělsku. Po měsíci bez práce se v září 1937 stal lidovým komisařem pro justici. V říjnu 1937 byl Antonov – Ovsejenko, nový komisař spravedlnosti Ruské federace, zatčen. 8. února 1938 byl v rámci tzv. Velké čistky odsouzen za přátelství s Trockým, za špionáž a za údajné spiknutí proti Stalinovi k trestu smrti a 10. února 1938 byl zastřelen na polygonu Kommunarka.
25. února 1956 byl Antonov-Ovsejenko Nikitou Chruščovem rehabilitován.
V roce 1958 vyšel v nakladatelství překlad jeho knihy pod názvem: V revoluci. Je to vzpomínková práce aktivního účastníka Říjnové revoluce, která je podložená bohatým dokumentárním materiálem, líčí s barvitými podrobnostmi revoluční vření mezi baltickým námořnictvem, činnost vojenského revolučního výboru a průběh vojenských revolučních akcí až do dobytí Zimního paláce.
Antonov-Ovsejenko byl jako obchodní přidělenec v Praze reprezentantem SSSR v letech, kdy Československo ještě neuznávalo existenci Sovětského svazu. Jak vzpomínal jeho syn Anton Vladimirovič Antonov-Ovsejenko, v Praze bydleli ve vile Tereza a jezdili rolls-roycem nejen po Praze, ale po celém Česku a také Slovensku.